# Delias hagenensis
Delias hagenensis is een vlindersoort uit de familie van de Pieridae (witjes), onderfamilie Pierinae.
Delias hagenensis werd in 1993 beschreven door Morinaka, van Mastrigt & Sibatani.